# Hypernephia xizangensis
Hypernephia xizangensis är en insektsart som beskrevs av Zheng, Z. 1980. Hypernephia xizangensis ingår i släktet Hypernephia och familjen gräshoppor. Inga underarter finns listade i Catalogue of Life.